# Geschichte der Stadt Hanau
Die Geschichte der Stadt Hanau beginnt mit einer im 12. Jahrhundert erstmals erwähnten Wasserburg gleichen Namens, die auf einer Insel im Fluss Kinzig kurz vor der Einmündung in den Main gebaut wurde.

Wappen der Stadt Hanau

## Anfänge

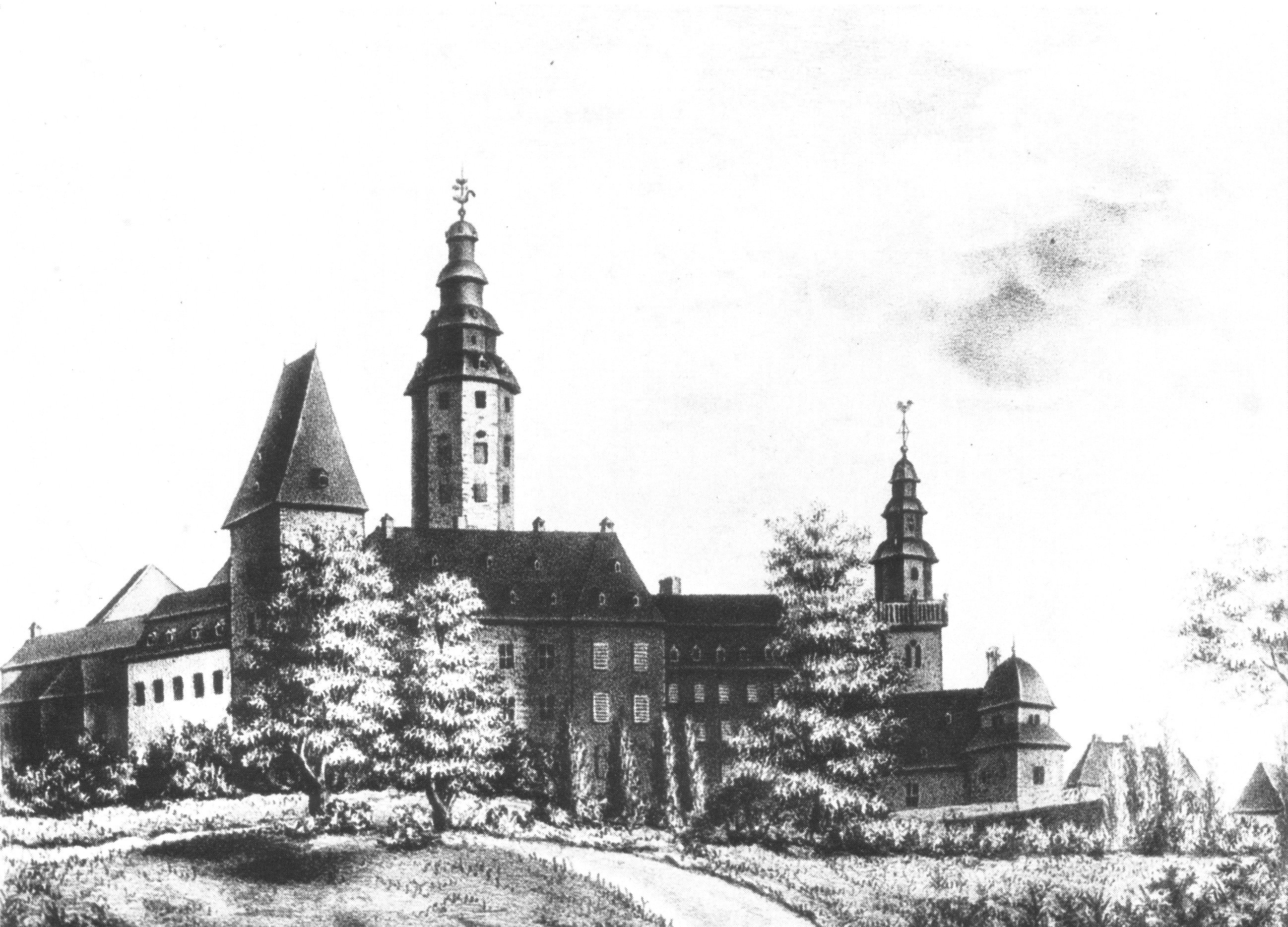
Das Hanauer Stadtschloss vor dem Abbruch. Ansicht der mittelalterlichen Teile des Schlosses von Nordwesten. Lithographie C.W. Woerishoffer, um 1828

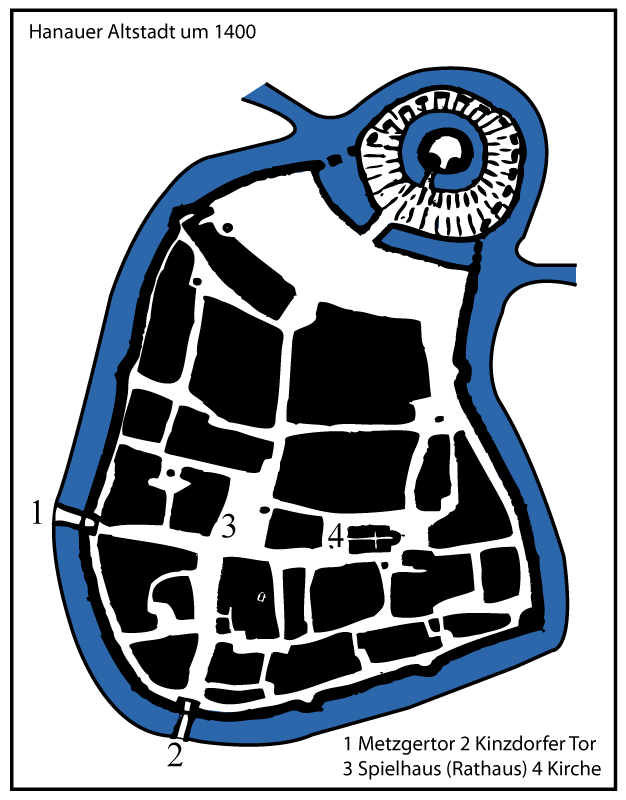
Burg und Stadt Hanau um 1400.

Die Burg befand sich zunächst im Eigentum der Herren von Buchen. Sie wurde erstmals 1143 erwähnt, als in einer Urkunde Dammo von Hagenowe als Zeuge genannt wird. Im nächsten Jahr nannte er sich wieder Dammo von Buchen und hatte seinen Sohn Arnold dabei. Bis zum Jahr 1145 erscheint er dann noch 11-mal als Dammo von Hanau. Arnold nannte sich noch einmal Arnold von Buchen, danach erscheint er 17 Jahre lang (21-mal) als Arnold von Hanau.
Um 1166/8 scheint ein Wechsel in der Herrschaft stattgefunden zu haben. Als Erbe trat eine Adelsfamilie auf, die sich zunächst nach ihrer Stammburg Dorfelden, auch mit dem Namen „Herren von Dorfelden-Hagenowe (Hanau)“ nannte, ab 1191 aber nach der Burg Hanau.
Die Herren von Hanau erweiterten ihr Herrschaftsgebiet auch im Umfeld von Hanau in der Folgezeit sehr erfolgreich. So erwarb Reinhard I. von Hanau 1277 die Bulau vom Erzbistum Mainz.
Um die Burg Hanau entwickelte sich eine Siedlung. In der Nachbarschaft befand sich eine weitere Siedlung, das Kinzdorf, das über eine eigene Pfarrkirche verfügte, die bis ins 15. Jahrhundert auch für Hanau zuständig war. Urkundlich sind im Hanauer Stadtgebiet mindestens drei weitere Ortschaften bekannt, die im Verlauf des Spätmittelalters zur Wüstung wurden: Heilmannshausen, Helwigshausen und Mühlrode.

## Mittelalter

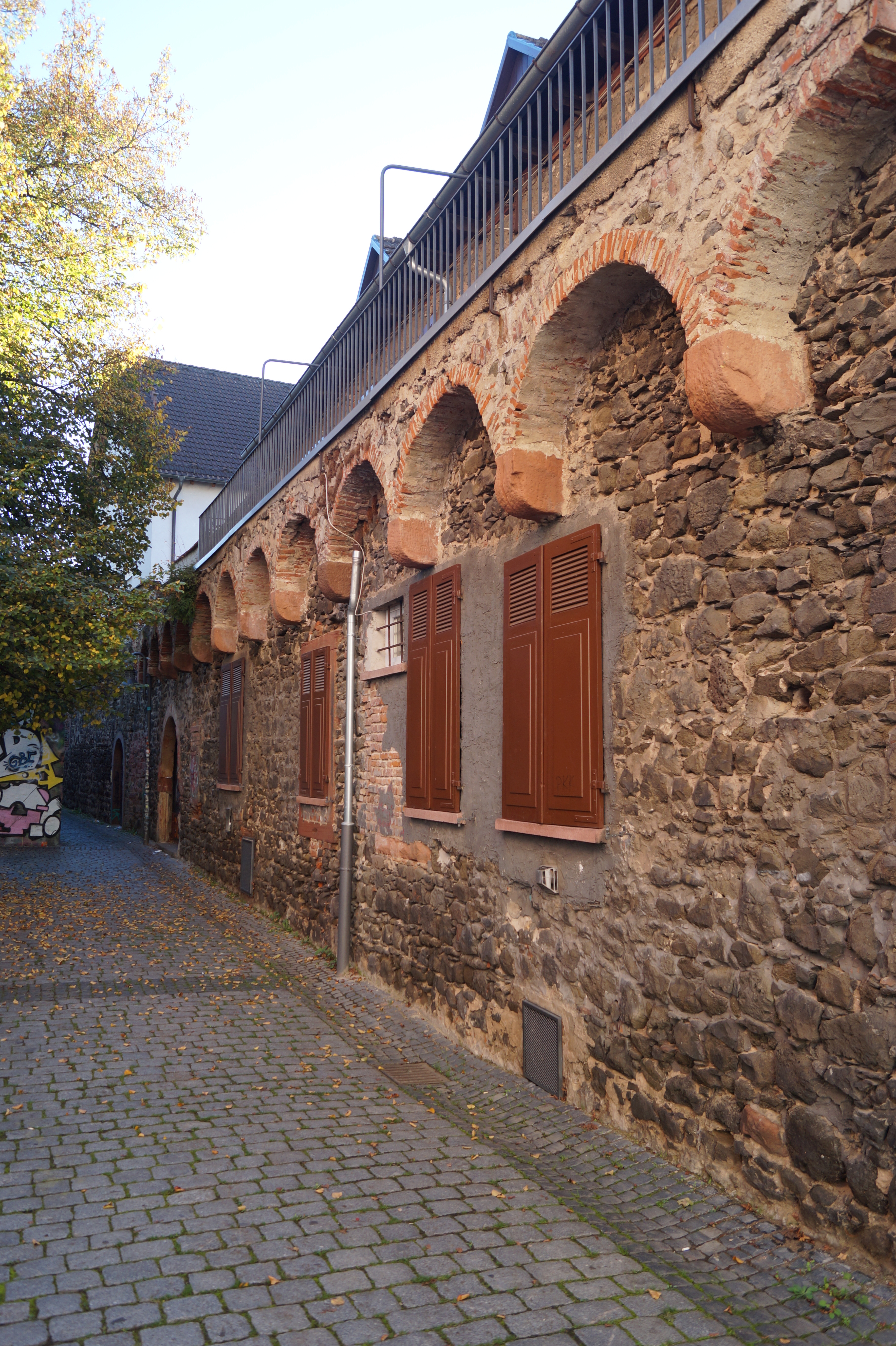
Rest der Stadtmauer der Altstadt

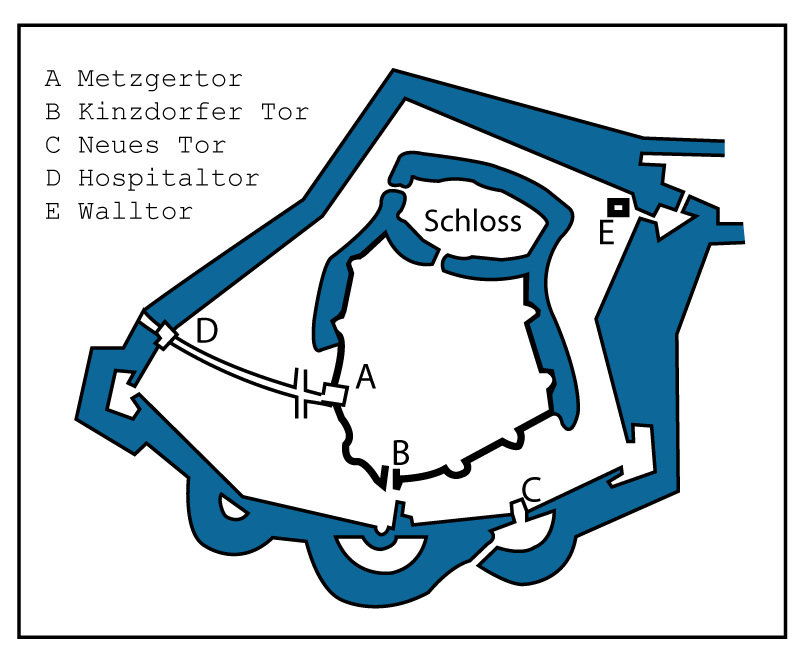
Burg und erweiterte Stadt Hanau um 1550

Am 2. Februar 1303 verlieh König Albrecht I. der Siedlung Hanau das Markt- und Stadtrecht entsprechend dem Frankfurter Stadtrecht. Damit war das Recht verbunden, Märkte abzuhalten, einen Rat mit zwei Bürgermeistern an der Spitze zu wählen, sowie die Freiheit von Leibeigenschaft („Stadtluft macht frei“). In dieser Zeit wurde mit dem Bau der ersten Stadtmauer begonnen.
Die Stadt Hanau löste in ihrer Bedeutung bald das benachbarte Kinzdorf ab. Die 1317 erstmals erwähnte Marienkirche, damals eine Maria-Magdalenen-Kirche, war zunächst eine Stiftskirche und wurde 1434 die Hanauer Pfarrkirche.
In den Pestpogromen des Jahres 1349 wurde auch die erste Jüdische Gemeinde Hanaus vernichtet. Andererseits verlieh König Karl IV. bereits 1351 an Ulrich III. von Hanau das Judenregal.
Zwischen 1403 und 1419 war die Stadt aufgrund von politischen und finanziellen Schwierigkeiten Ulrichs V. an Kurmainz verpfändet. Vermutlich später entwickelte sich daraus die Geschichte vom Märteswein, der bis ins 19. Jahrhundert am Abend vor Martini an die Bürger der Altstadt ausgeschenkt wurde.
Kaiser Sigismund erhob 1429 Reinhard II. von Hanau in den Reichsgrafenstand. Reinhard II. ließ die Marienkirche um den noch heute erhaltenen spätgotischen Chor vergrößern. Mit seinem Tod 1451 wurde sie zur Begräbnisstätte der Grafen von Hanau.
Die Stadt Hanau wuchs in dieser Zeit und es entstand eine Vorstadt im Westen, außerhalb des ersten Mauerrings, vor dem Metzgertor, im Bereich der heutigen Hospitalstraße. Diese erhielt ihren Namen von dem Alt-Hanauer Hospital, das dort ebenfalls in dieser Zeit errichtet wurde. 1470 erhielt diese Vorstadt dann eine eigene Umwehrung, die sich an die erste Stadtmauer anlehnte.
1484 wurde das älteste Altstädter Rathaus, von dem wir wissen, an der Ecke Metzgergasse / Altstädter Markt errichtet, das sogenannte Spielhaus. Schon 50 Jahre später als zu klein befunden, wurde es 1537–1538 durch ein neues Rathaus ersetzt, das heutige Goldschmiedehaus.

## Reformation

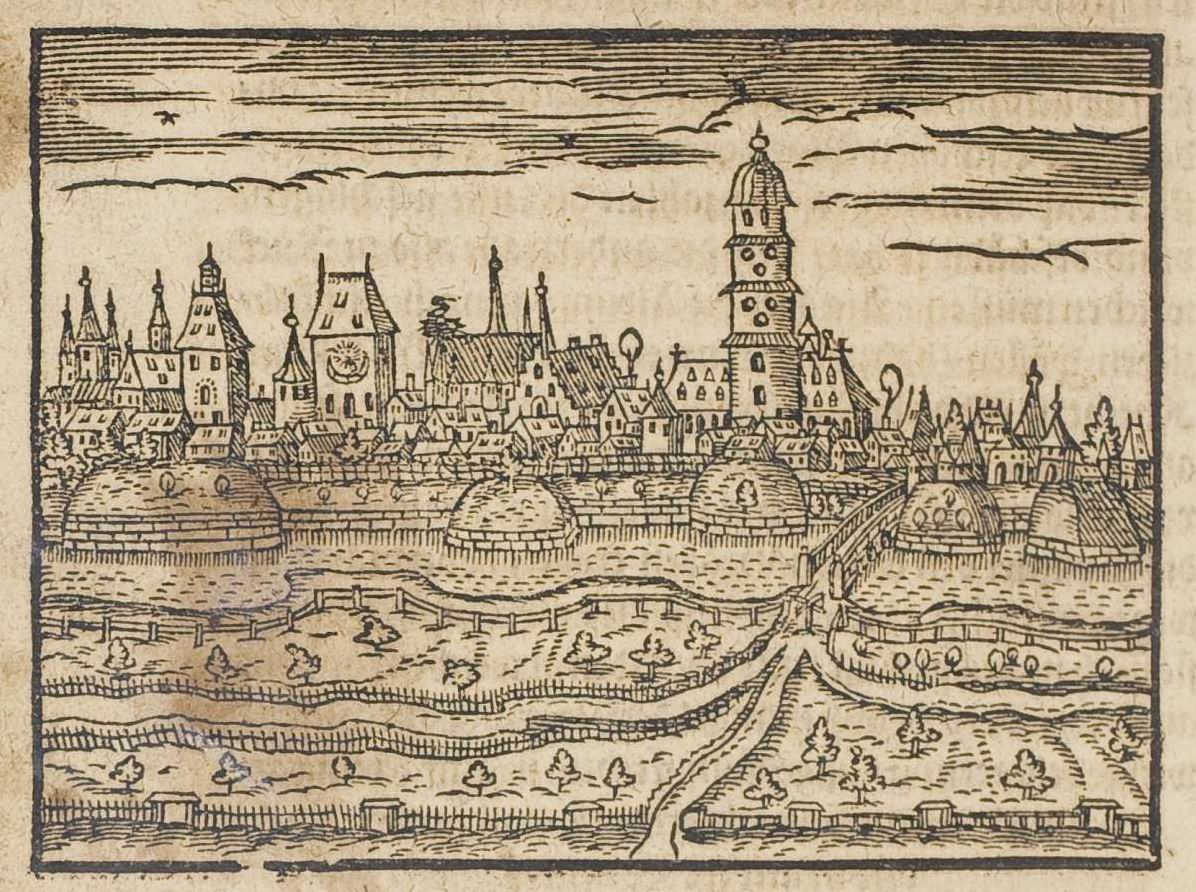
Stadtansicht von Hanau aus Abraham Saurs Theatrum Urbium, Ausgabe von 1610

Die Grafschaft Hanau-Münzenberg schloss sich bald der Reformation an – zunächst in ihrer lutherischen Ausprägung. 1528 wurde von Graf Philipp II. von Hanau-Münzenberg der evangelische Prediger Philipp Neunheller nach Hanau berufen. Der Prozess der Reformation verlief aber gleitend und kam erst unter Graf Philipp III. zu einem ersten Abschluss. In der zunächst noch katholischen Marienkirche wurden keine Stiftsherren mehr nachberufen, so dass das Stift erlosch, die Kirche wurde evangelisch.
Unter Philipp II. wurde 1528 auch mit dem Bau der zweiten Stadtbefestigung nach dem technischen Standard der Renaissance begonnen, die die drei im Mittelalter entstandenen Mauersysteme, das der Burg, das der Altstadt und das der Stadterweiterung im Bereich der Hospitalstraße umschloss. Die mittelalterliche Mauer war in ihrem Umfang zu klein geworden und bot auch technisch gegen die aufkommende Artillerie nur noch unzureichend Schutz. Die neue Stadtbefestigung erhielt mehrere Bastionen, die das Aufstellen von Kanonen ermöglichten. Ihre Mauern und Erdwerke waren mehrere Meter dick. Zudem war sie so gebaut, dass Kugeln nur selten frontal einschlagen und so weniger Schaden anrichten konnten. Eine zweite Stadterweiterung schob sich nun vor der ersten bis an die Kinzig. Sie wird noch heute als „Vorstadt“ bezeichnet. 1556 wurde der Grundstein für eine neue steinerne Brücke über die Kinzig gelegt. Auf ihr befand sich bis 1829 ein breiter Torturm, der Margarethenturm.

## Philipp Ludwig II. von Hanau-Münzenberg

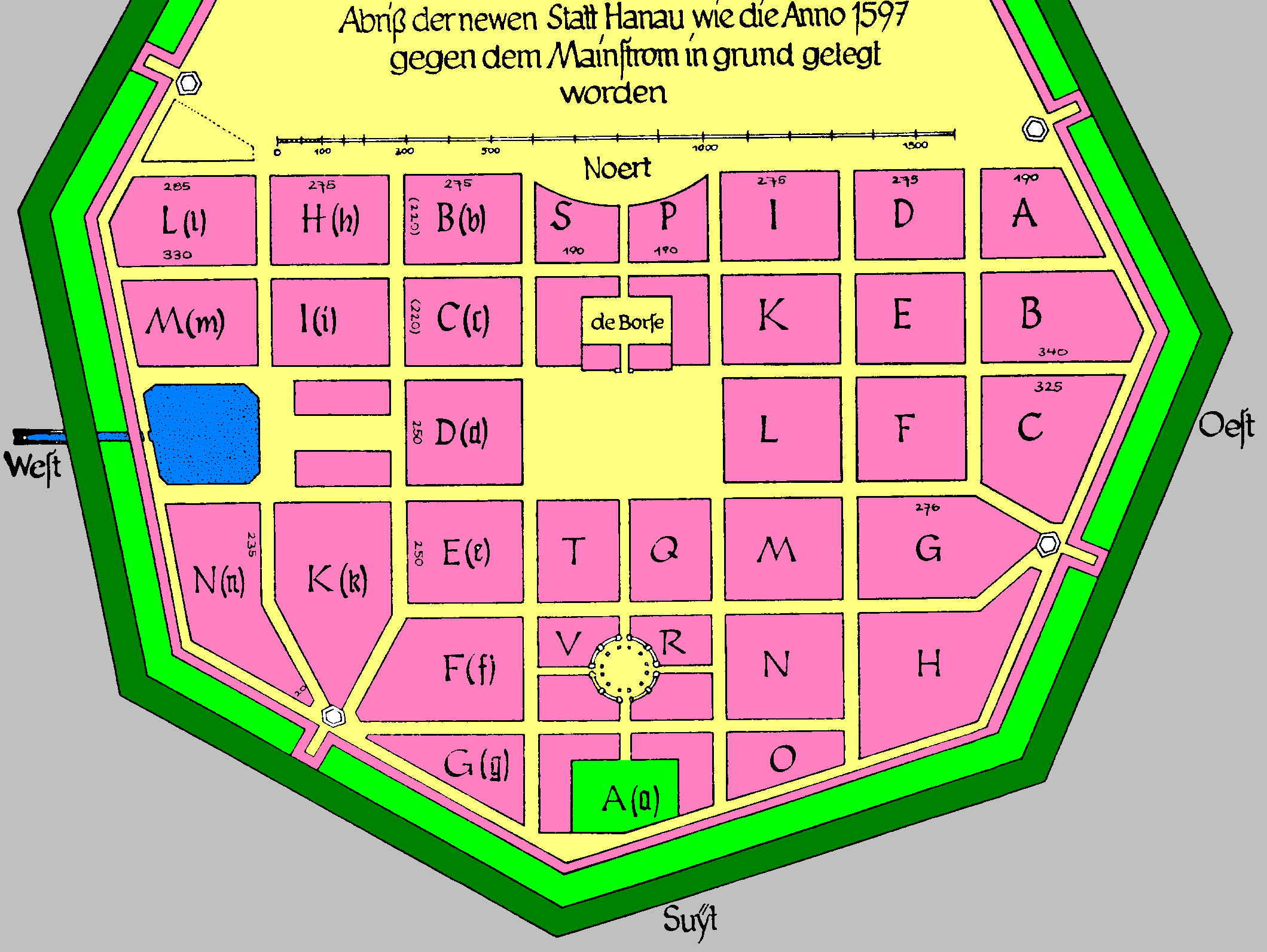
Entwurf für den Bau der Hanauer Neustadt 1597

### Zweite Reformation
Für Graf Philipp Ludwig II., dessen Vater früh verstorben war, nahm Graf Johann VI. von Nassau-Dillenburg die Vormundschaft wahr und heiratete schließlich auch seine Mutter, Magdalene von Waldeck. Philipp Ludwig II. gelangte so unter starken calvinistischen Einfluss. Als regierender Landesherr machte er dann von seinem Recht Gebrauch, die Konfession seines Territoriums zu bestimmen („cuius regio, eius religio“). Die Grafschaft Hanau-Münzenberg wurde calvinistisch, die mittelalterliche Ausstattung der Marienkirche weitgehend entfernt.

### Neustadt Hanau

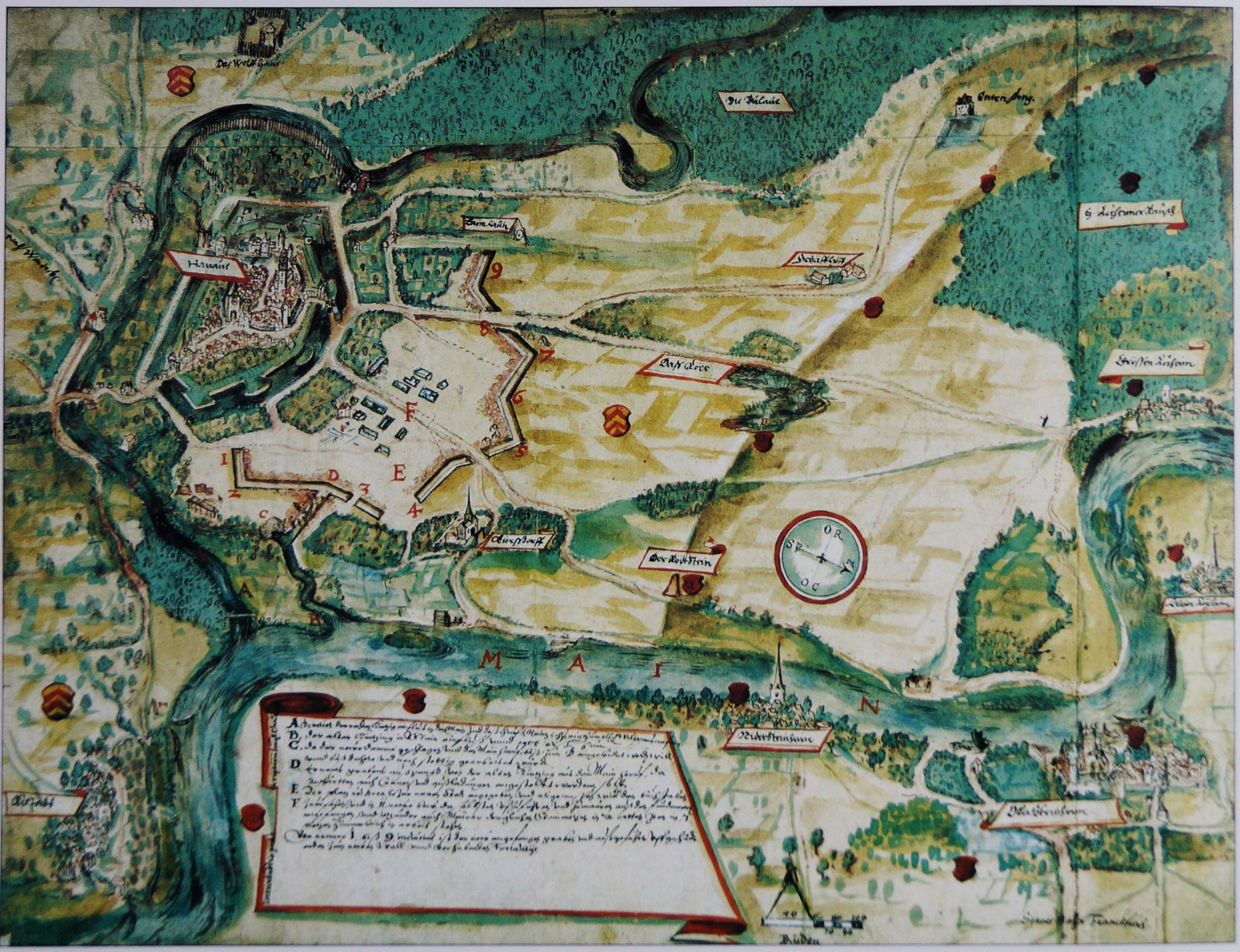
Grenzverlauf zwischen dem Erzbistum Mainz und der Grafschaft Hanau, gezeichnet wegen rechtlicher Auseinandersetzungen anlässlich der Gründung der Neustadt Hanau 1597. Links von der Bildmitte die im Bau befindliche Neustadt.

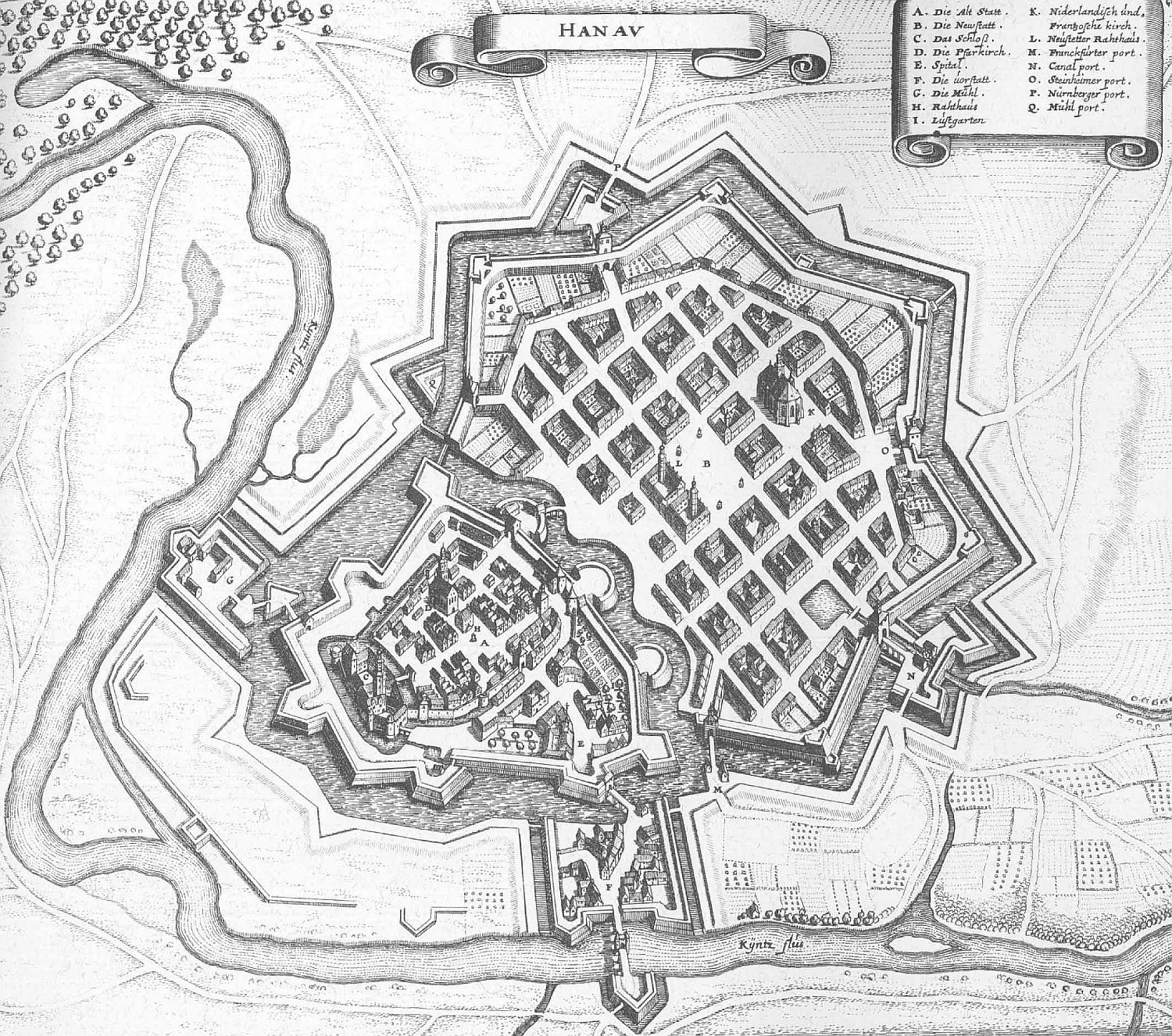
Hanau – Auszug aus der Topographia Hassiae von Matthäus Merian 1655, rechts die Neustadt

Am 1. Juni 1597 schloss Philipp Ludwig II. einen Vertrag mit calvinistischen Flüchtlingen aus Frankreich und den Spanischen Niederlanden, die Kapitulation der Neustadt Hanau, sich in Hanau niederzulassen. Die Kapitulation wurde 1604 durch ein Transfix der Neustadt Hanau ergänzt. Sie ist der Gründungsakt für die Hanauer Neustadt. Der Graf stellte das Baugelände vor der Hanauer Altstadt zur Verfügung – gegen den Widerstand des Erzbischofs von Mainz, der die Fläche als ihm zustehenden Wildbann betrachtete –, bezahlte die Infrastruktur – insbesondere die Befestigungsanlage –, gewährte Steuervorteile und politisches Selbstbestimmungsrecht für die neue Stadtgemeinde. Die Glaubensflüchtlinge aus Frankreich und den Niederlanden waren zuvor in der Reichsstadt Frankfurt nicht besonders freundlich aufgenommen worden und hatten daher ein Interesse, den Hoheitsbereich des lutherisch dominierten Frankfurt zu verlassen und sich in ein calvinistisches Gebiet zu begeben, ohne sich dabei allzu weit vom Frankfurter Messeplatz zu entfernen. Außerdem war der Hanauer Graf bei weitem nicht so mächtig wie die reiche Stadt Frankfurt und deshalb bereit, wirtschaftliche und politische Zugeständnisse zu machen. Mit den Flüchtlingen kam Kapital und Leistungsvermögen in der Fertigung von Luxusgütern in die Stadt, darunter Tuchmacher, Posamentierer (Hersteller von Borten, Bändern, Schärpen und Quasten), Leinen- und Zeugweber, Hosen- und Strumpfstricker, Hutmacher, Gold- und Silberschmiede und Maler, wie Daniel Soreau.
Die Neustadt wurde von vornherein mit einer eigenen, modernen barocken Befestigungsanlage errichtet, die sich an die Befestigung der Altstadt anlehnte. Die planmäßige Anlage der Stadt legte ein regelmäßiges, schachbrettartiges Straßennetz fest, das die Hanauer Neustadt bis heute prägt und heute unter Denkmalschutz steht. Schon im Jahr des Abschlusses der Kapitulation wurden die ersten Häuser in der Neustadt errichtet. Die Inschrift des ersten Hauses – Zum Paradies in der Paradiesgasse – hat sich bis heute erhalten. Auch das Haus Lossow am Markt wurde schon 1597 errichtet. 1620 standen über 370 Häuser. Eine eigene große Doppelkirche (heute: Wallonisch-Niederländische Kirche) wurde bis 1611 errichtet mit einem Kirchenraum für die französischsprachige und einem für die niederländisch sprechende Gemeinde.
Beide Städte existierten bis 1821 parallel nebeneinander. Neben der räumlichen Trennung durch die Befestigung zwischen Alt- und Neustadt besaßen beide Städte eigene, getrennte Verwaltungen und Stadträte mit jeweils eigenen Bürgermeistern.

### Jüdische Gemeinde

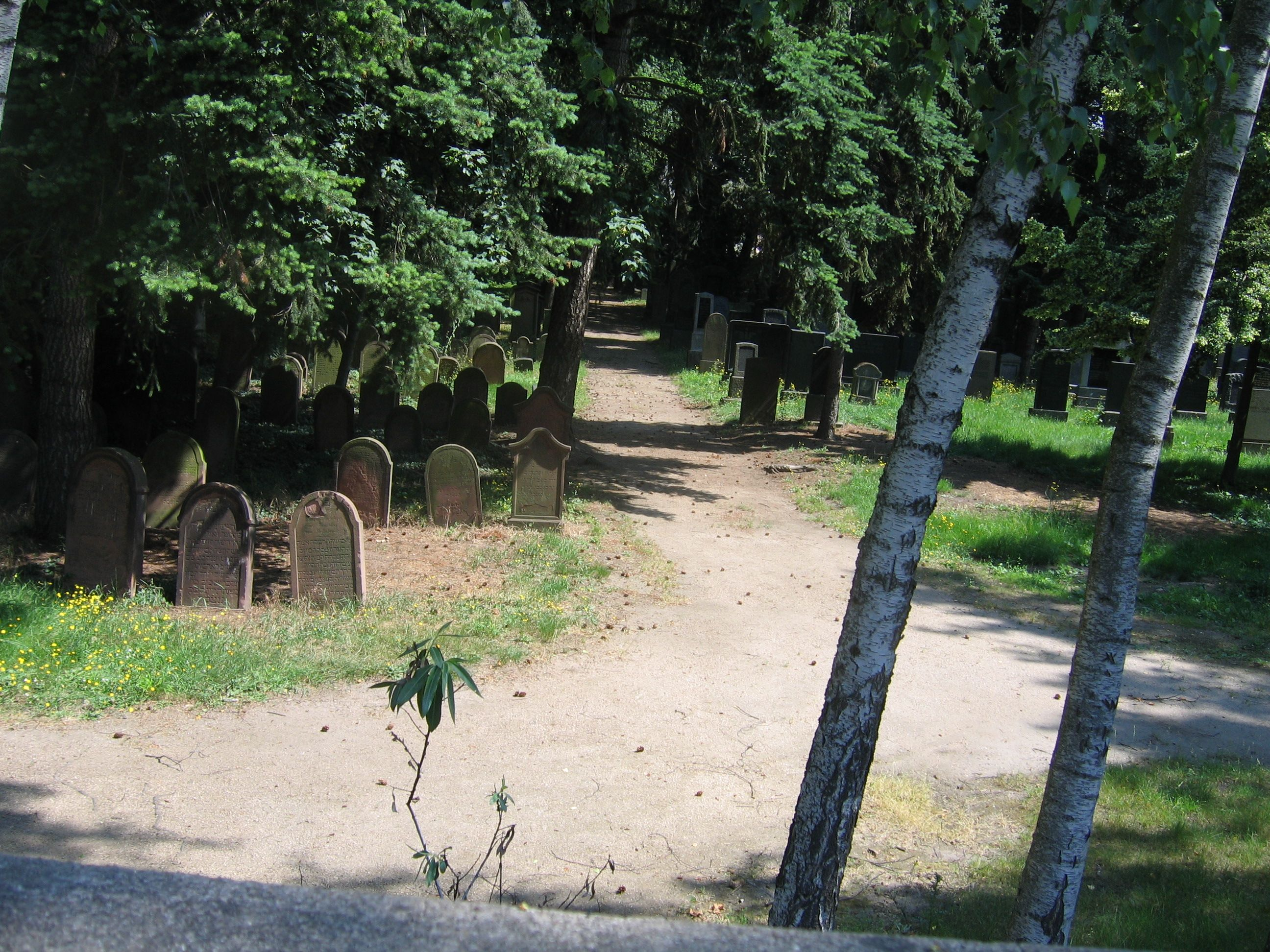
Jüdischer Friedhof, ältester Teil aus dem 17. Jh.

Die erste Jüdische Gemeinde in Hanaus wurde in den Pestpogromen des Jahres 1349 vernichtet. Im Dezember 1603 erließ Philipp Ludwig II. daraufhin ein Privileg zur erneuten Ansiedlung einer jüdischen Gemeinde. Zwischen der Alt- und der Neustadt entstand im Bereich des Zwingers der Altstadtbefestigung die Judengasse (heute: Nordstraße). Diese Gemeinde war direkt der gräflichen Verwaltung unterstellt, nicht einer der beiden Stadtverwaltungen von Alt- oder Neustadt Hanau. Während des „Fettmilch-Aufstandes“ in Frankfurt fanden im Sommer 1614 etwa 250 Juden aus Frankfurt vorübergehend Zuflucht in Hanau.

### Münze, Geld
Als weitere wirtschaftsfördernde Maßnahme, richtete Graf Philipp Ludwig II. 1603 eine Münzstätte in Hanau ein. Das Münzrecht beruhte das auf einem Privileg, das Kaiser Karl IV. den Herren von Hanau 1368 für Babenhausen erteilt hatte. Die Münze war – mit einigen Unterbrechungen – bis Ende des 18. Jahrhunderts in Betrieb. 
Übersicht
über den Wert der in Hanau gebräuchlichen Nominale in der Zeit um 1600:
| Rtl. | fl. | Batzen | ß  | alb  | xr | d   |
| ---- | --- | ------ | -- | ---- | -- | --- |
| 1    | 1½  | 22½    | 36 | 45   | 90 | 360 |
| -    | 1   | 15     | 24 | 30   | 60 | 240 |
| -    | -   | 1      | -  | 2    | 4  | 16  |
| -    | -   | -      | 1  | 11/4 | 2½ | 10  |
| -    | -   | -      | -  | 1    | 2  | 8   |
| -    | -   | -      | -  | -    | 1  | 4   |

### Hexenprozesse
Von 1562 bis 1613 kam es in der Grafschaft Hanau-Münzenberg zu einer Reihe von Hexenprozessen. Anschließend fanden zwar keine Hexenprozesse mehr statt, aber Personen wurden unter dem Verdacht der „Zauberei“ bis weit in die 1680er Jahre verfolgt.

## Dreißigjähriger Krieg
Bei Beginn des Dreißigjährigen Krieges stand die calvinistische Grafschaft Hanau auf der Seite des „Winterkönigs“ Friedrich V. (1596–1632). Graf Philipp Moritz von Hanau-Münzenberg war zu schwach, in diesem Konflikt eine selbständige Politik zu betreiben. Zunächst auf kaiserlicher Seite übergab er die Festung Hanau an schwedische Reiterregimenter, als König Gustav II. Adolf von Schweden mit seiner Armee heranrückte. Der König verlangte acht Kompanien Fußvolk und ernannte Philipp Moritz zum Obersten. Der aber reiste 1634 mit dem größten Teil seiner Familie über Metz ins sichere Holland. Von 1630 bis 1638 nutzte die schwedische Armee unter dem schottischen General Jakob von Ramsay Hanau als Stützpunkt, um von dort aus das Umland zu kontrollieren. Hans Jakob Christoffel von Grimmelshausen verarbeitete die schwedische Besatzungszeit Hanaus in seinem Schelmenroman Der abenteuerliche Simplicissimus (Simplicius Simplicissimus).
1635 bis 1636 wurde Hanau erfolglos von kaiserlichen Truppen unter General Lamboy belagert. Dabei wurde auch die Kinzdorfkirche, die als letzter Rest des Kinzdorfes noch erhalten war, samt dem sie umgebenden Friedhof zerstört. Archäologisch ist sie für den Bereich, in dem Westbahnhofstraße und die Straße „Im Kinzdorf“ aufeinander treffen, nachgewiesen.
In der Belagerung bewährte sich das erst wenige Jahre zuvor errichtete, moderne Befestigungssystem. Tausende waren aus den umliegenden Ortschaften in die Stadt geflohen, es herrschten furchtbare Zustände. Nach neunmonatiger Belagerung rückte im Juni 1636 ein Entsatzheer unter Landgraf Wilhelm V. von Hessen-Kassel (1627–1637) an und befreite die Stadt. Wilhelm V. von Hessen-Kassel war mit einer Tochter des Grafen Philipp Ludwig II., Amalie Elisabeth, verheiratet. Seitdem wurden jährlich Dankgottesdienste abgehalten, aus denen sich ab 1800 das Lamboyfest entwickelte. Im Februar 1638 wurden die Schweden durch einen militärischen Handstreich unterstützt vom Wetterauischen Reichsgrafenkollegium aus Hanau vertrieben und Graf Philipp Moritz wieder in die Regierung eingesetzt. General Ramsay hatte sich offensichtlich Hoffnung auf eine Herrschaft über die Stadt und Grafschaft gemacht.

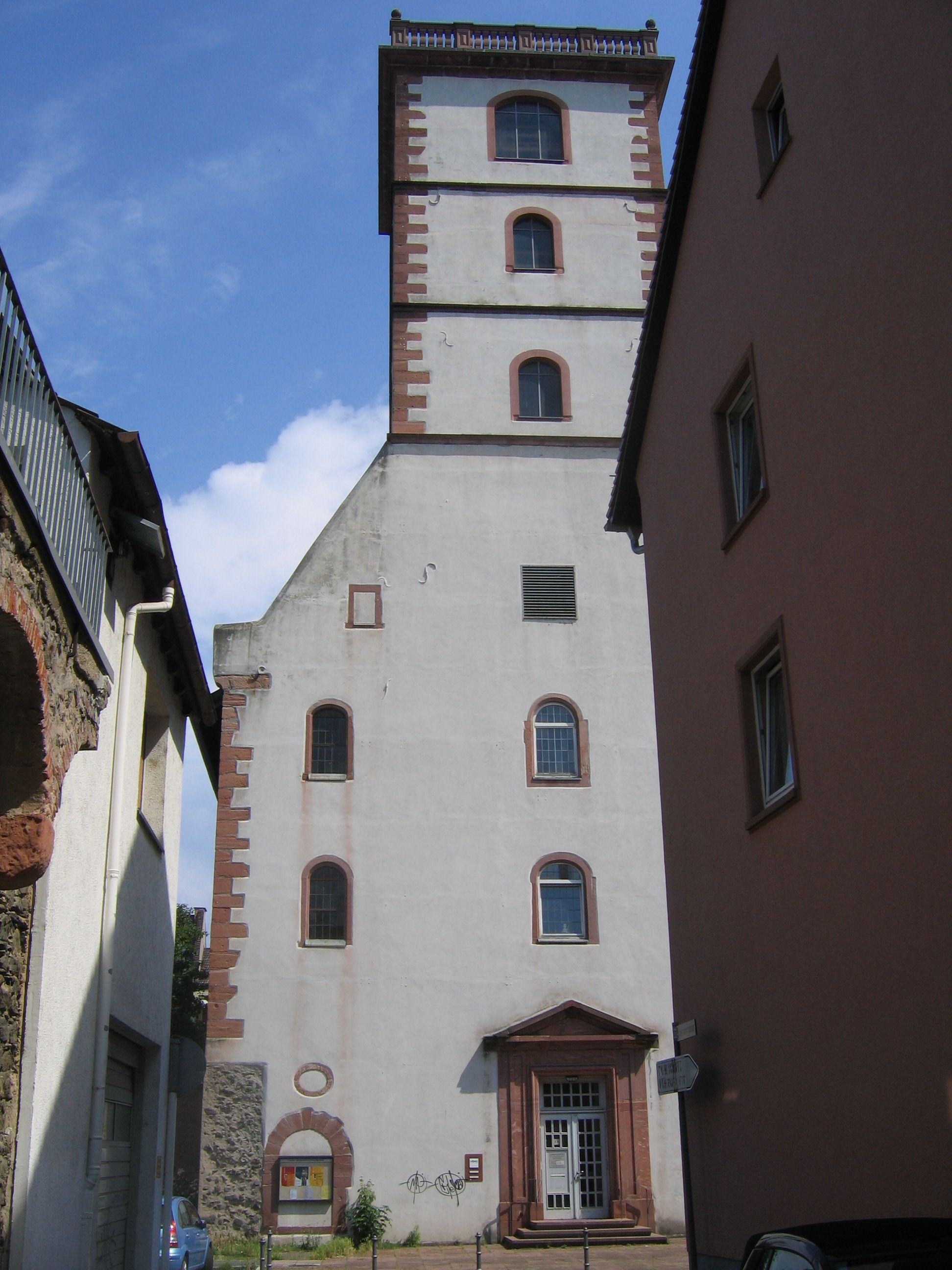
Südseite mit Turm und Eingang der 1658 errichteten Johanneskirche. Links unten wurde ein Teil der mittelalterlichen Stadtmauer in den Bau einbezogen.

1642 starb der letzte Graf von Hanau-Münzenberg. Gemäß einem Erbvertrag von 1610 erbte nun die Hanau-Lichtenberger Linie. In Hanau-Lichtenberg regierte zu dieser Zeit der erst neunzehnjährige und nach damaliger Rechtsauffassung minderjährige Friedrich Casimir von Hanau-Lichtenberg. Noch herrschte Krieg, die Verwandtschaftsbeziehung zu dem verstorbenen letzten Hanau-Münzenberger Grafen war nur weitläufig, der Herrschaftsantritt also keineswegs gesichert. Auf Schleichwegen und inkognito wurde Graf Friedrich Casimir von seinem Vormund, Freiherr Georg II. von Fleckenstein-Dagstuhl nach Hanau gebracht. Dort musste er zunächst gegenüber dem Patriziat der Neustadt allerlei Zugeständnisse vertraglich zusichern, bevor er die Herrschaft antreten konnte. Dazu zählte vor allem die Religionsfreiheit für die reformierte Konfession, denn die Grafschaft Hanau-Lichtenberg war lutherisch geblieben und Graf Friedrich Casimir war Lutheraner. Friedrich Casimir ließ für sich und seinen Hofstaat zunächst in der Schlosskapelle lutherische Gottesdienste abhalten. 1658–1662 wurde eine eigene Kirche für die lutherische Gemeinde errichtet (heute: Alte Johanneskirche), die nun auch Begräbnisstätte des Grafenhauses wurde. Sie diente fortan als Pfarrkirche der lutherischen Gemeinde und Hofkirche des Grafenhauses.
1643 gelang es dann mit der Hilfe der Landgräfin Amelia Elisabeth von Hessen-Kassel, die Ansprüche Friedrich Casimirs auch gegenüber dem Erzbischof von Mainz durchzusetzen. Im Gegenzug schloss Friedrich Casimir mit der Landgräfin einen Erbvertrag des Inhalts, dass, sollte das Haus Hanau aussterben, die Grafschaft an Hessen-Kassel fallen solle. Dies traf im Jahre 1736 ein.
Die Bevölkerungsentwicklung von Hanau, als der einzigen Stadt in der Grafschaft Hanau-Münzenberg, die von den Plünderungen durchziehenden Militärs einigermaßen verschont blieb, stieg während und nach dem Krieg stetig:
- 1632[5]: 1030 Familien
- 1707: 1805 Familien
- 1754: 11.424 Einwohner

## Unter den letzten Grafen von Hanau

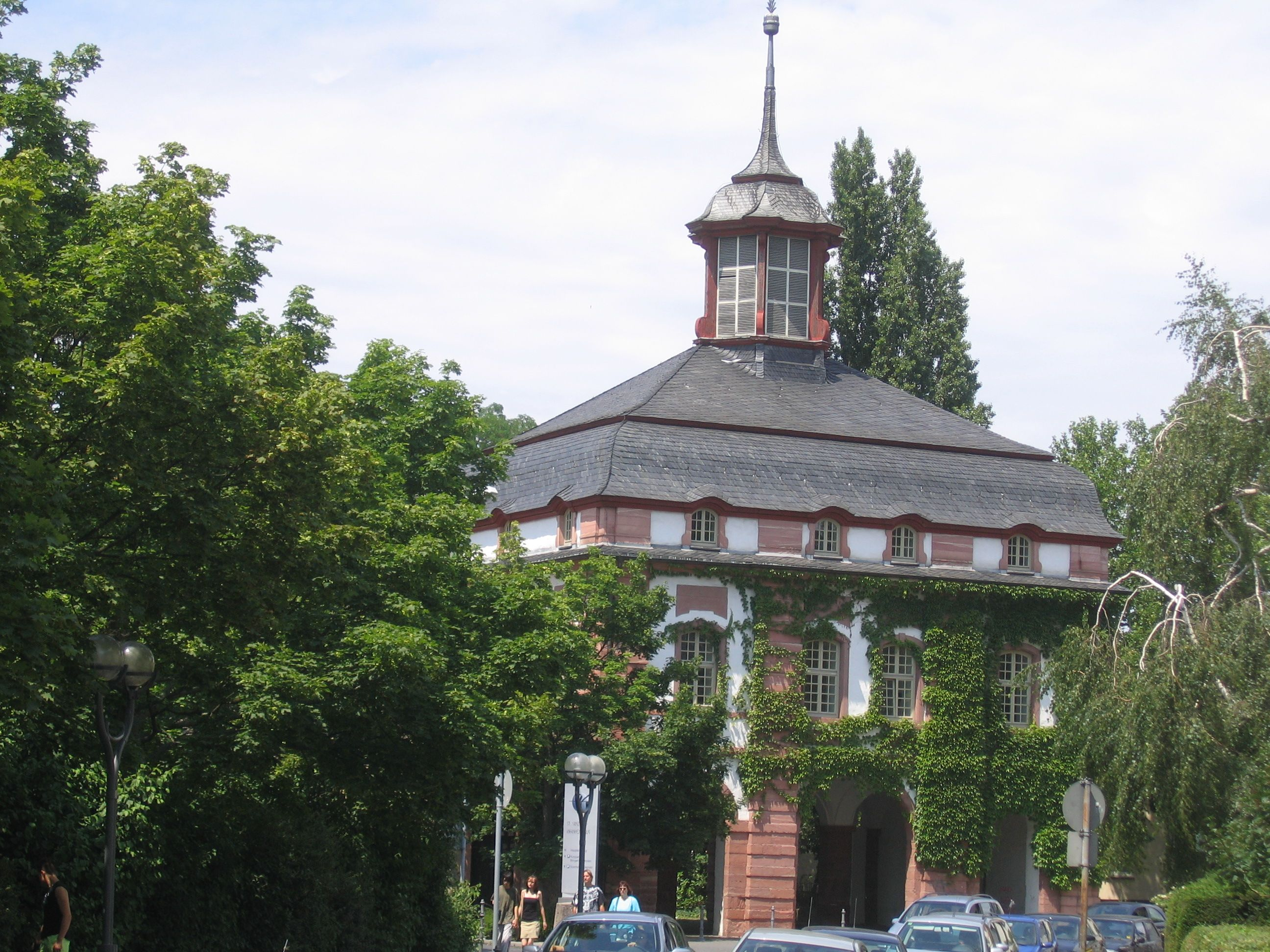
Frankfurter Tor, Ostseite

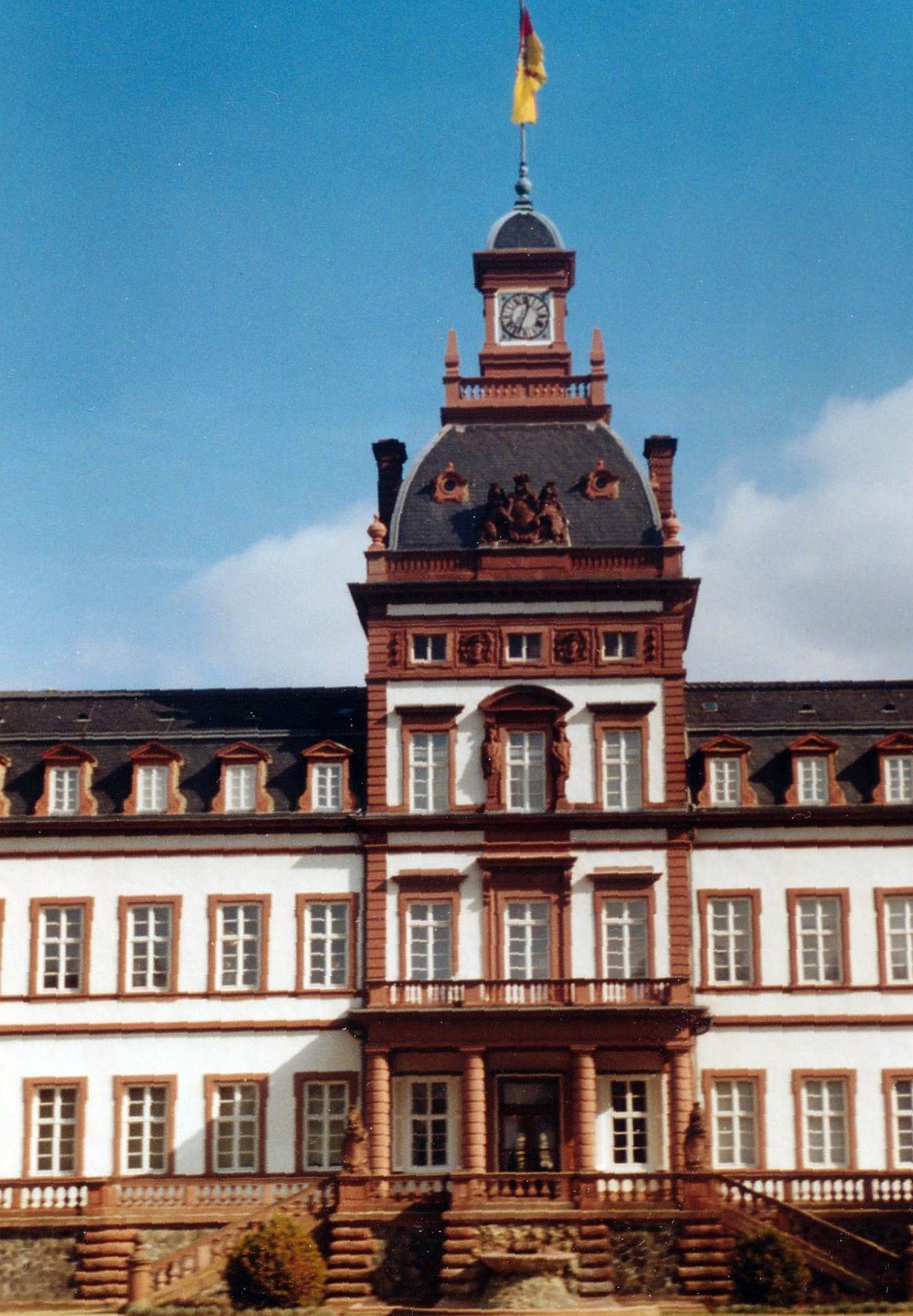
Schloss Philippsruhe

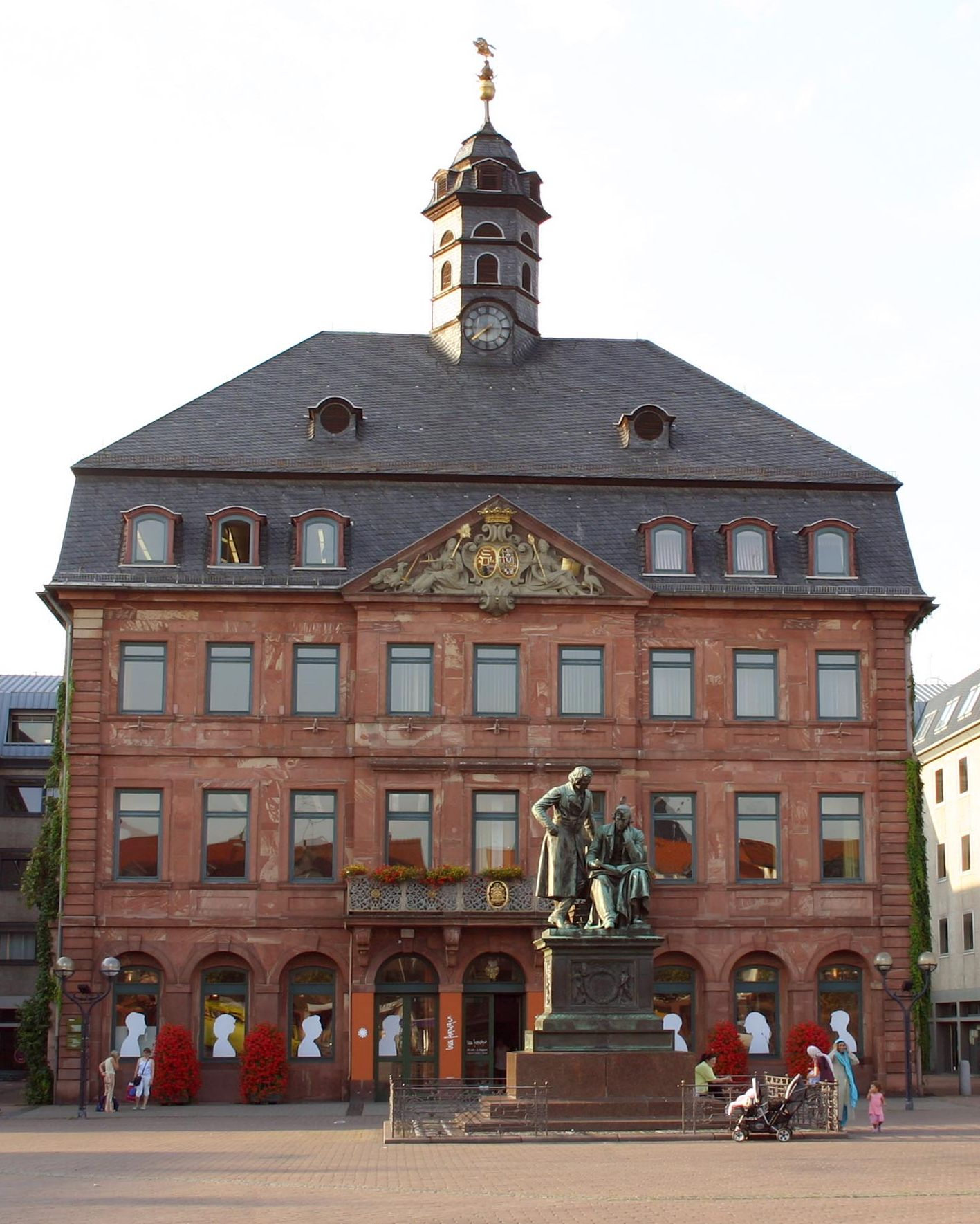
Neustädter Rathaus mit Brüder-Grimm-Denkmal

Am 5. März 1661 erteilte Graf Friedrich Casimir ein Privileg, das in Hanau zur Gründung der ersten deutschen Fayence-Manufaktur führte. 1665 wurde das Gebäude der Hohen Landesschule nach langjähriger Bauzeit fertiggestellt (am Nordrand des heutigen Freiheitsplatzes, etwa im Bereich des heutigen Gewerkschaftshauses).
Seit 1701 wurde das Schloss Philippsruhe errichtet. 1712 sind die ersten Räume bezugsfertig, 1714 war es endgültig fertiggestellt. Ebenso begann Graf Philipp Reinhard mit dem Bau des Marstalls am Schlossplatz (später: Stadthalle, heute Teil des Congress Park Hanau). Noch während des Marstallbaus begann Graf Johann Reinhard III. 1713 einen Nordflügel (Fürstenbau) an das Stadtschloss anzubauen, das aus der mittelalterlichen Burg hervorgegangen war. 1722–1733 entstanden als kommunale Bauten das Frankfurter Tor und das Neustädter Rathaus.
1736 starb Johann Reinhard III. siebzigjährig als letzter männlicher Vertreter des Hanauer Grafenhauses. Aufgrund des Erbvertrags von 1643 fiel der Hanau-Münzenberger Landesteil an Hessen-Kassel, aufgrund der Ehe der einzigen Tochter des letzten Hanauer Grafen, Charlotte, mit dem Erbprinzen Ludwig (VIII.) von Hessen-Darmstadt der Hanau-Lichtenberger Anteil nach dort.

## Residenzstadt einer Sekundogenitur von Hessen-Kassel
Aufgrund der hessischen Assekurationsakte von 1754, die seitens des Landgrafen Wilhelm VIII. von Hessen-Kassel sicherstellen sollte, dass sein zum römisch-katholischen Glauben konvertierter Sohn, Friedrich II., nach seinem Regierungsantritt so wenig Macht wie möglich erhielte, wurde die Grafschaft Hanau von den hessen-kasselischen Stammlanden getrennt und direkt dem hessischen Erbprinzen Wilhelm (IX.), dem späteren Kurfürsten Wilhelm I., unterstellt, für den zunächst allerdings noch seine Mutter, Prinzessin Maria von Großbritannien, als Vormund bis 1764 regierte.
Da Wilhelm VIII. von Hessen-Kassel im Siebenjährigen Krieg auf der Seite Friedrichs des Großen stand, besetzten französische Truppen 1759–1762 Hessen-Kassel und Hanau. Nach dem Abzug der Franzosen nahm Prinzessin Maria ihren Wohnsitz in Hanau und residierte abwechselnd im Stadtschloss und im Schloss Philippsruhe. Sie lebte getrennt von ihrem zum katholischen Glauben konvertierten Gatten, Landgraf Friedrich II. In Hanau ließ sie den Fürstenbau des Stadtschlosses durch einen hufeisenförmigen Anbau erweitern, den sogenannten Friedrichsbau. Im Zweiten Weltkrieg wurden beide Gebäude ausgebombt und nach dem Krieg abgerissen.
Erbprinz Wilhelm (IX.) hat seine Residenzstadt Hanau großzügig gefördert. 1765 ließ er die Befestigung zwischen der Alt- und Neustadt niederreißen. Auf dieser Fläche entstanden Paradeplatz und Esplanade (heute: Freiheitsplatz), 1768 das Stadttheater, 1777 das Zeughaus mit Wache und auch das Kollegienhaus (heute: Behördenhaus). Er stiftete 1772 die Zeichenakademie. Sie ist eine der ältesten noch bestehenden Ausbildungsstätten für Goldschmiede, Silberschmiede, Graveure, Metallbildner und Edelsteinfasser.
1776 bis 1783 vermietete der Erbprinz an seinen Onkel, König Georg IV. von Großbritannien, ein Truppenkontingent aus der Grafschaft Hanau, ca. 2400 Mann, für den Einsatz im Amerikanischen Unabhängigkeitskrieg (sogenannter Soldatenhandel). Aus den Erlösen dieses Geschäfts wurde unter anderem die Kuranlage Wilhelmsbad – Baubeginn 1777 – finanziert, deren eisenhaltige Quelle schon 1709 entdeckt wurde. 1781 wurde das Comoedienhaus in Wilhelmsbad eröffnet.
1785 und 1786 wurden Jakob und Wilhelm Grimm in Hanau geboren.

## Napoleonische Kriege

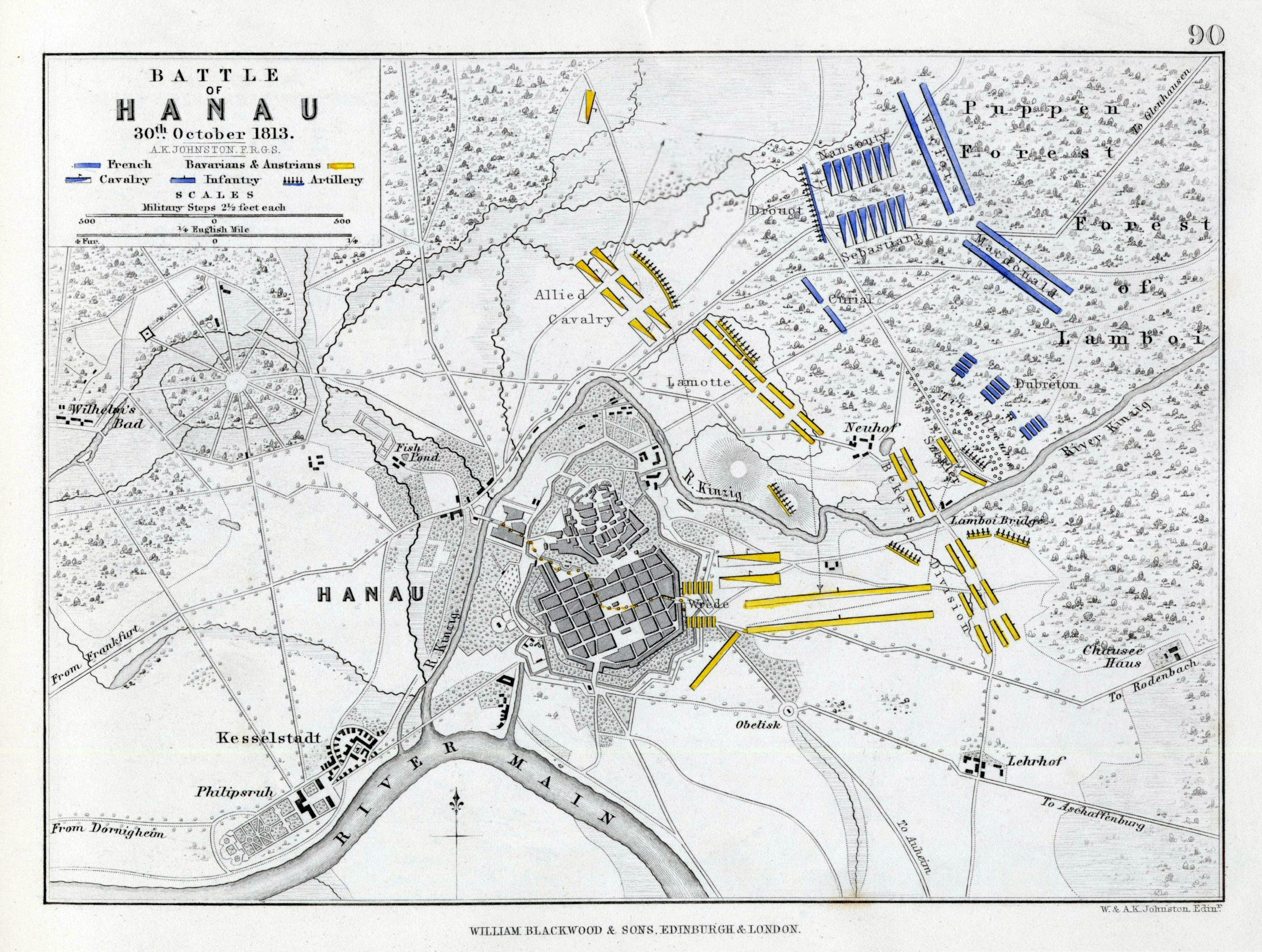
Plan der Schlacht bei Hanau 1813

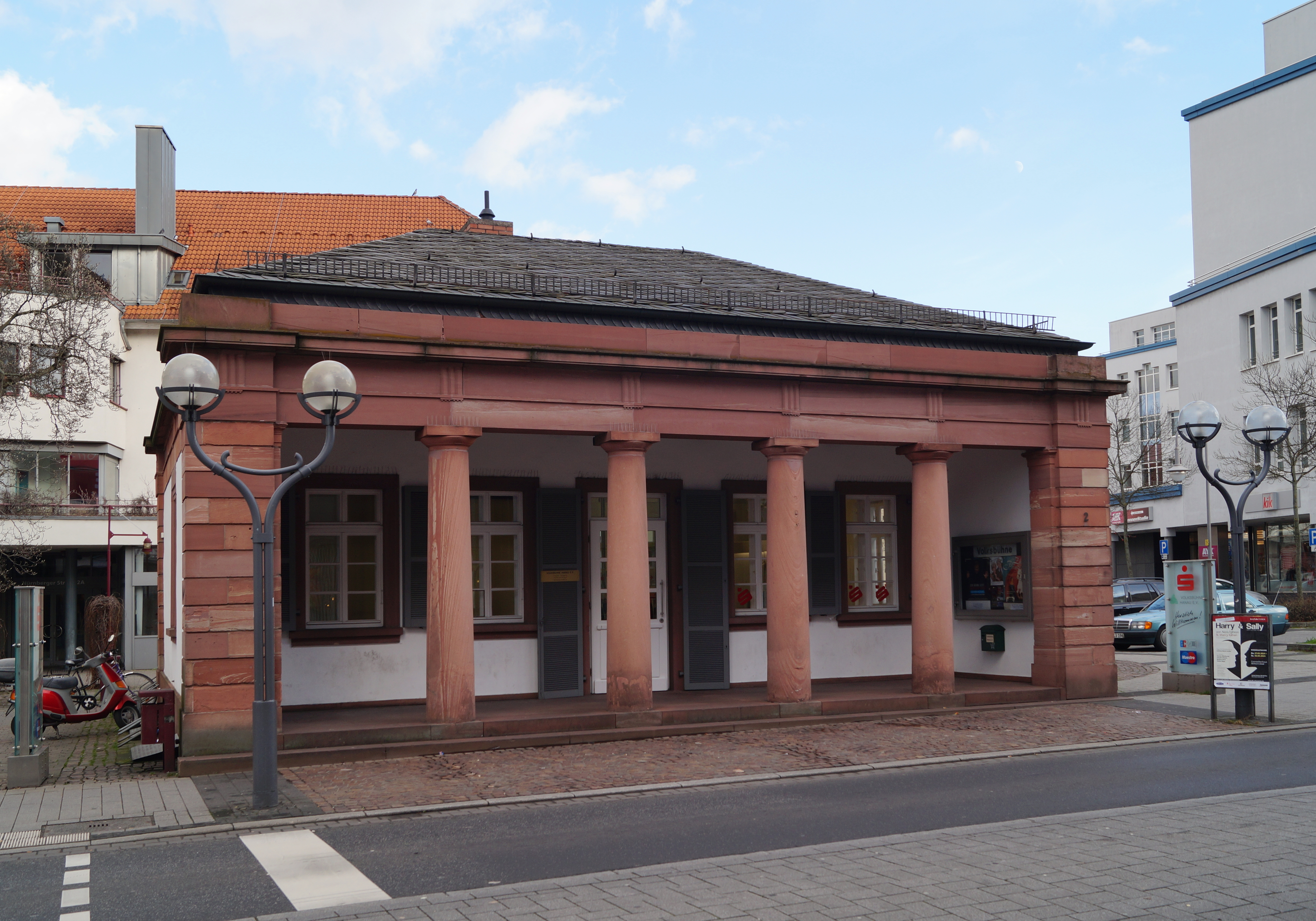
Das Nürnberger Tor – nach Schleifung der barocken Wallanlagen bewachten zwei dieser klassizistischen Torhäuser den östlichen Zugang der Stadt.

1806 wurde Hanau durch französische Truppen besetzt und gelangte unter deren Militärverwaltung. Sie schleiften die Befestigungsanlagen der Stadt. 1810 bis 1813 gehörte Hanau zum napoleonischen Satellitenstaat „Großherzogtum Frankfurt“. Nach der Völkerschlacht bei Leipzig konnte Napoleon Bonaparte in der Schlacht bei Hanau am 30. und 31. Oktober 1813 seinen letzten Sieg auf deutschem Boden gegen eine 30.000 Mann starke bayrisch-österreichische Armee unter General Wrede erringen. General Wrede hatte Hanau besetzt und versucht, Napoleon den Rückweg zum Rhein zu versperren. Durch Thüringen folgte Blüchers Armee den Franzosen. In der Schlacht bei Hanau ging der bayrischen Artillerie aber vorzeitig das Pulver aus und sie musste sich zurückziehen. Am nächsten Tag drangen die Franzosen in Hanau ein. Wrede versuchte, die Franzosen aus der Stadt zu vertreiben. Die Vorstadt wurde von französischer Artillerie beschossen, Wrede verwundet. Am nächsten Morgen zogen die Franzosen weiter.

## In Kurhessen
Nach Abzug der französischen Truppen wurde Hanau Teil des wieder errichteten Staates Kurhessen. Kurfürst Wilhelm I. kehrte aus dem Exil zurück. Er versuchte, die Zustände aus der Zeit vor dem Einmarsch der Franzosen zu restaurieren, jede Änderung rückgängig zu machen und verprellt dabei das Bürgertum und all diejenigen, die in den letzten 7 Jahren Karriere gemacht hatten. Es kam zu bürgerlichen Gegenreaktionen, etwa 1817 der Gründung des ersten Turnvereins in Hanau.
1818 vereinigten in der „Hanauer Union“ 59 reformierte und 22 lutherische Pfarrer sowie zahlreiche Kirchenälteste der ehemaligen Grafschaft Hanau ihre Gemeinden zu einer Unierten Kirche. Es handelte sich – im Gegensatz etwa zur „Evangelischen Kirche der altpreußischen Union“ – um eine Kirchenvereinigung „von unten“. Sie geschah sicher auch aus ökonomischen Zwängen, gelang aber nur, weil die theologischen Differenzen zwischen Reformierten und Lutheranern sich inzwischen – auch im Zuge der Aufklärung – abgeschliffen hatten. Die Union wird auch „Buchbinderunion“ genannt, weil – aus ökonomischen Gründen – einfach der Heidelberger Katechismus und Luthers Katechismus in einem Buch zusammengebunden wurden und es den Gläubigen überlassen blieb, welchen sie verwendeten. Einzig die wallonisch-niederländische Gemeinde trat der Union nicht bei und blieb – bis heute – eine eigenständige reformierte Gemeinde.
Da die Kirchen in Hanau nun nicht mehr nach den Konfessionen benannt werden konnten, also „Reformierte Kirche“ oder „Lutherische Kirche“, mussten sie neue Namen erhalten. Die ehemalige reformierte Kirche, die Maria-Magdalena-Stiftskirche des Mittelalters, wurde nach der verstorbenen Landgräfin Maria benannt: Marienkirche.
1821 wurden die Altstadt Hanau und die 1597 gegründete Neustadt Hanau im Rahmen einer kurhessischen Verwaltungsreform zu einer Stadt vereinigt.
1829 ließ Kurfürst Wilhelm II. die mittelalterliche Burg, Teil des Hanauer Stadtschlosses, niederreißen, um von den neueren Teilen des Schlosses einen besseren Blick in den Schlosspark zu erhalten.

## Revolution und Bürgerliches Zeitalter
Hanau war im 19. Jahrhundert ein Zentrum der demokratischen Bewegung in Deutschland. 1830 und 1848 gingen von hier wichtige revolutionäre Impulse aus (im Volksmund: „Hanauer Krawalle“). 1830 kam es in Hanau zur Rebellion gegen den Neoabsolutismus des Kurfürsten, die in der Erstürmung des Mainzollamtes durch Hanauer Bürger gipfelte. Die Aufrührer wurden später zum Strafdienst herangezogen und mussten im heutigen Hafengebiet Entwässerungsgräben ausheben („Am Krawallgraben“). Ziel des Bürgertums war eine moderne Verfassung. Diese wurde im Zuge der Revolution durch den Kurfürsten gezwungenermaßen zwar gewährt, bald aber auch wieder ausgehebelt.
1832 fand in Wilhelmsbad infolge des Hambacher Festes ein politisches Volksfest mit ca. 8.000 bis 10.000 Teilnehmern statt, das sogenannte Wilhelmsbader Fest.
Hanau wurde in der Folgezeit zu einer Hochburg bürgerlicher Emanzipation im Kurstaat. Die revolutionäre Turnerbewegung fasste hier Fuß, 1837 wurde die Turngemeinde Hanau gegründet, 1844 der Hanauer Geschichtsverein und 1848 fand in der Wallonischen Kirche in Hanau der erste deutsche Turnertag statt. Gleichzeitig wurde der Deutsche Turner-Bund gegründet. Festredner war Friedrich Ludwig Jahn, der während dieser Zeit bei seinem Freund August Schärttner in Hanau weilte. An der Wallonischen Kirche erinnert heute eine Gedenktafel an das Ereignis.
Mit der Eröffnung der Strecke Frankfurt–Hanau am 10. September 1848 durch die Frankfurt-Hanauer Eisenbahn-Gesellschaft (FHE) erhielt Hanau Anschluss an das neu entstehende Eisenbahnnetz. Der FHE-Bahnhof stand etwa dort, wo sich heute der Hanauer Westbahnhof befindet. In den folgenden Jahrzehnten kamen weitere Strecken hinzu und die Stadt entwickelte sich zu einem Eisenbahnknoten:
- Main-Spessart-Bahn, Hanau–Aschaffenburg
- Frankfurt-Bebraer Eisenbahn, (östliche Richtung): Kinzigtalbahn, Hanau – Fulda – Göttingen
- Frankfurt-Bebraer Eisenbahn (westliche Richtung): Offenbach am Main – Frankfurt am Main (heute: südmainische S-Bahn)
- Bahnstrecke Friedberg–Hanau nach Friedberg
- Odenwaldbahn nach Babenhausen – Groß-Umstadt Wiebelsbach – Erbach – Eberbach

Die schlechten ökonomischen Verhältnisse führten zur Märzrevolution 1848. Im Februar 1848 verlangte eine Hanauer Deputation vom Kurfürsten ultimativ die Wiedergewährung der Verfassung von 1830. Kurfürst Friedrich Wilhelm gab dem revolutionären Druck nach, dankte aber anschließend faktisch ab und überließ die Regierungsgeschäfte seinem Sohn, Kurfürst Wilhelm II.
1849 beteiligten sich auch Hanauer Turner unter August Schärttner am dritten Badischen Aufstand, dem badischen Maiaufstand, der am 21. Juni desselben Jahres mit der Niederlage der Aufständischen im Gefecht bei Waghäusel endete. Zuvor errangen sie in dem Gefecht bei Hirschhorn am Neckar einen Sieg für die Revolution: Sie hatten am 14. Juni erfolgreich das Schloss Hirschhorn gegen bayrische, kurhessische und mecklenburgische Verbände verteidigt.

## In Preußen
Nach der Schlacht bei Königgrätz im Deutschen Krieg von 1866 rückten preußische Truppen am 16. Juli 1866 in Hanau ein. Die Freie Stadt Frankfurt, das Herzogtum Nassau und Kurhessen mit Hanau wurden Teil des Königreichs Preußen.
1873 wurde die Mainbrücke zwischen Hanau und Steinheim zusammen mit der Frankfurt-Bebraer Eisenbahn, der südmainischen Eisenbahnverbindung zwischen Hanau und Frankfurt, fertiggestellt. Ab 1886 bildete Hanau einen eigenen Stadtkreis.
Am 23. März 1893 wurde in der Gaststätte „Mohr“ an der Krämerstraße der 1. Hanauer Fußball Club 1893 gegründet. Neben dem im gleichen Jahr gegründeten VfB Stuttgart handelt es sich um den ältesten Fußballverein Süddeutschlands.
1895 wurde der Komponist Paul Hindemith in Hanau geboren.
1896 wurde das Brüder-Grimm-Nationaldenkmal auf dem Neustädter Markt und 1897 anlässlich des 300-jährigen Bestehens der Neustadt Hanau für deren Gründer, Graf Philipp Ludwig II. von Hanau-Münzenberg, ein Denkmal errichtet. Es ist heute südlich der Niederländisch-Wallonischen Kirche aufgestellt.
Zur Jahresmitte 1908 nahm die am 28. März 1907 gegründete Hanauer Straßenbahn AG auf einem Streckennetz von 5,2 km den Betrieb mit zunächst zwei Linien auf. Die Hanauer Straßenbahn fuhr bis 1945.
Eine ständige Garnison hatte Hanau bereits seit dem Dreißigjährigen Krieg. Mit der Reichsgründung 1871 erhielt Hanau zunehmend Bedeutung als Militärstandort. Im gleichen Jahr wurde in der Bulau im heutigen Ortsteil Wolfgang die „Königlich-Preußische Pulverfabrik Hanau“ gegründet, die 1876/77 ihren Betrieb aufnahm (heute Industriepark Wolfgang). Einhergehend mit Hanaus Aufstieg zur Industriestadt wurden ab 1910 zwei preußische Eisenbahn-Regimenter (2. Eisenbahn-Brigade) und ein Eisenbahn-Neben-Ersatz-Park nach Hanau verlegt. Zu Beginn des Ersten Weltkrieges 1914 gab es neben den Eisenbahntruppen noch Infanterie und Kavallerie – zusammen rund 7.000 Soldaten. Zwischen 1914 und 1918 wurden in Hanau rund 170.000 Rekruten aller Truppenteile ausgebildet und an die Fronten geschickt.

## Die letzten 100 Jahre

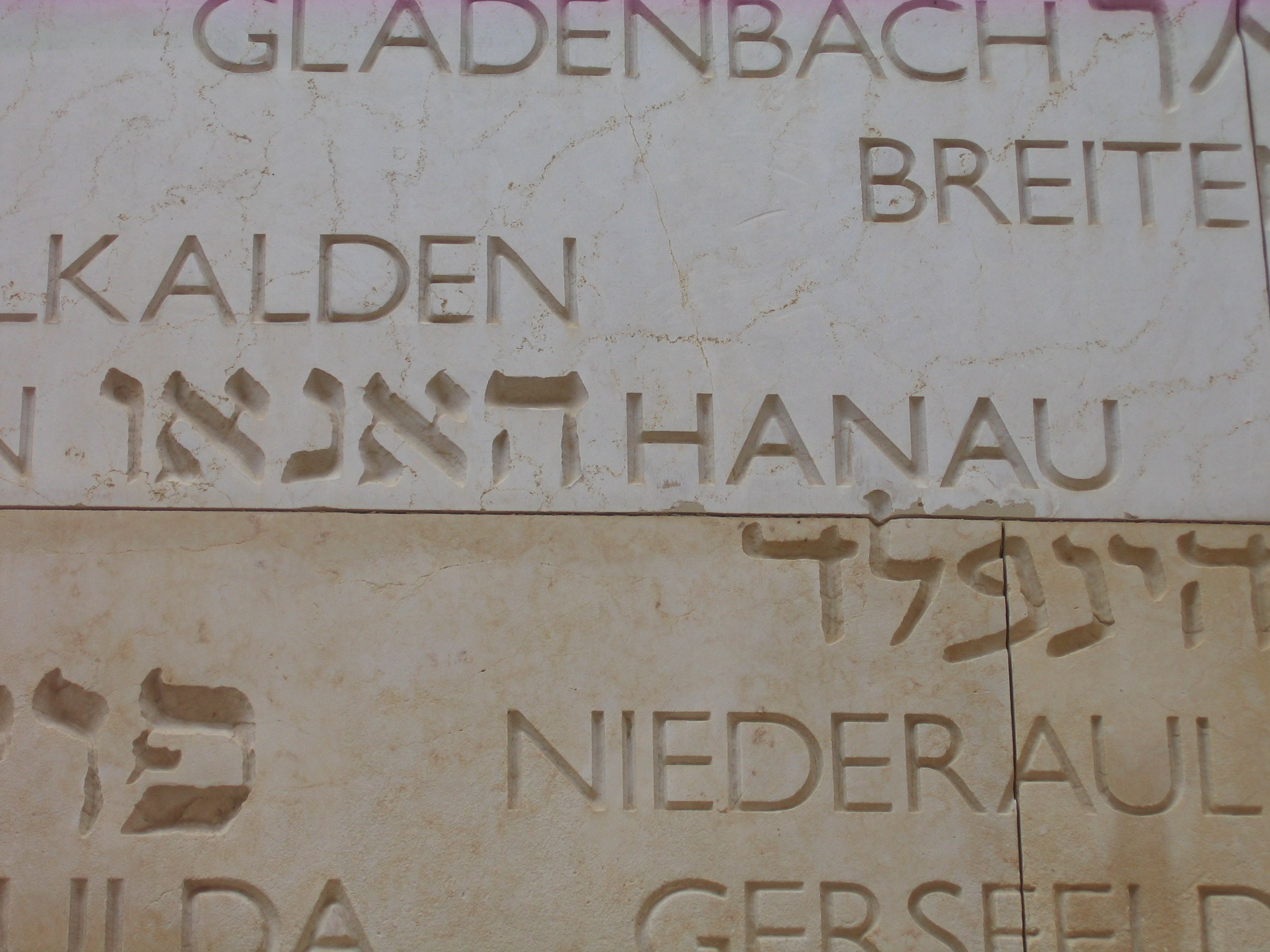
Gedenkinschrift für die jüdische Gemeinde Hanau im Tal der Gemeinden in Yad Vashem

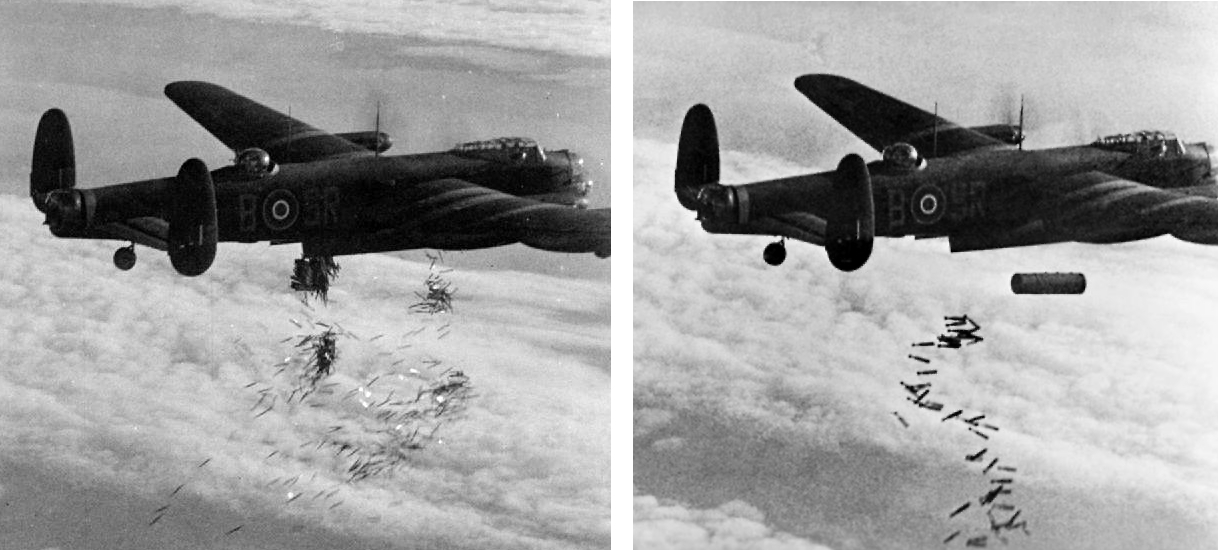
Avro Lancaster der britischen Royal Air Force beim Bombenabwurf.

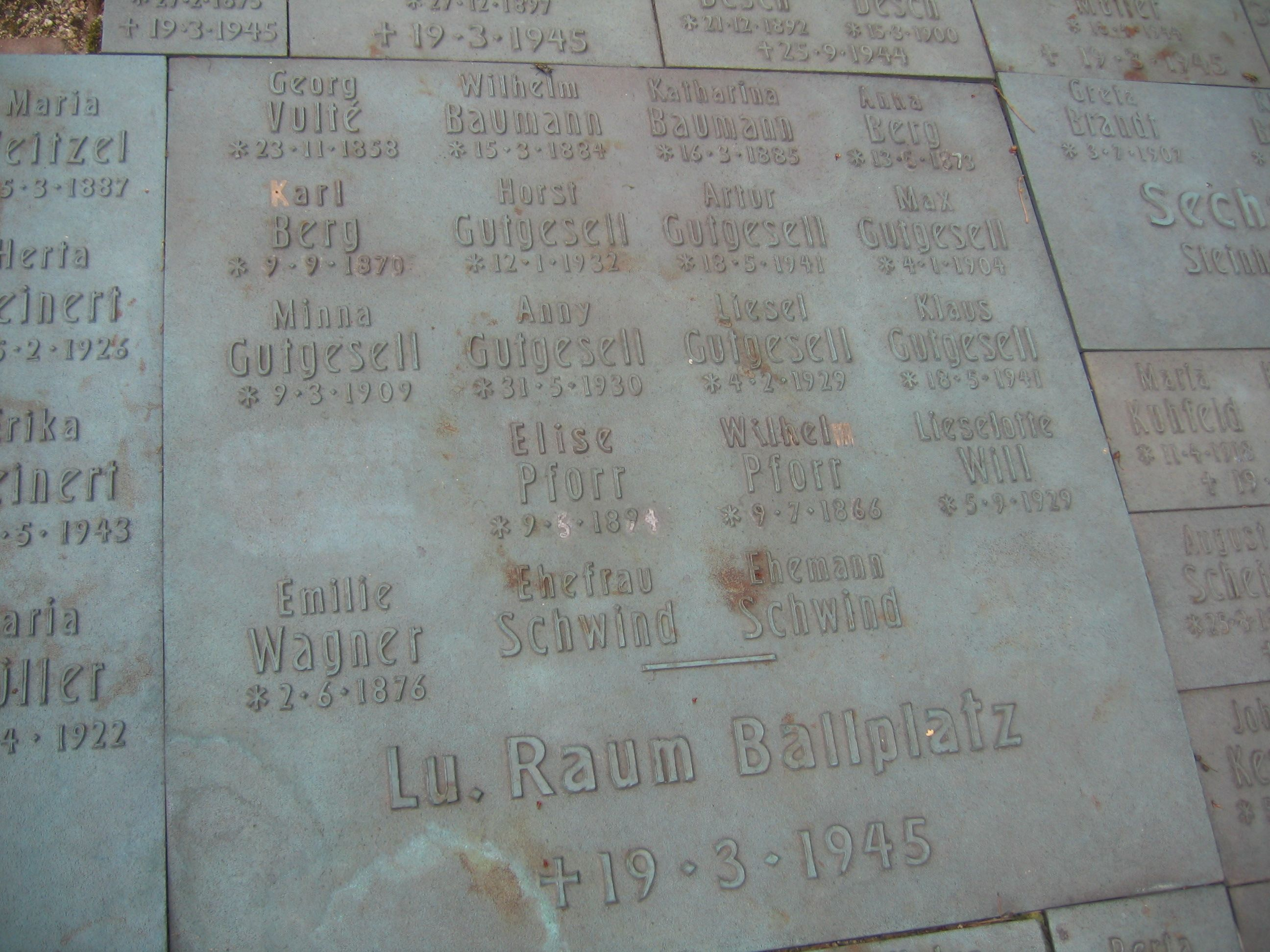
Gedenkplatte für die Opfer in einem Luftschutzraum durch den Bombenangriff vom 19. März 1945 in der Gedenkanlage auf dem Hanauer Hauptfriedhof.

Der Erste Weltkrieg endete auch in Hanau mit der Novemberrevolution. Ein Arbeiter- und Soldatenrat bildete sich. Sozialisten besetzten das Kreisgebäude. Erst 1919 brachten Regierungstruppen Hanau wieder unter Regierungsgewalt. Danach wurde in der Weimarer Republik, im Freistaat Preußen und auch in Hanau eine representative Demokratie eingeführt. Es gab eine in freien Wahlen gewählte Stadtverordnetenversammlung, die den Magistrat wählte. Mit der Alliierten Rheinlandbesetzung wurde die Stadt 1920 von französischen Truppen besetzt.
1933 endete mit der Machtübernahme der Nationalsozialisten (→ Regierung Hitler) auch die demokratische Stadtverwaltung. Hanau hatte seit 1604 eine jüdische Gemeinde. 1933 lebten ca. 600 Juden in Hanau. Bei den Novemberpogromen 1938 („Reichskristallnacht“) brannte die Alte Synagoge nieder. Die unter die Nürnberger Rassengesetze fallenden Personen wurden vor und während des Zweiten Weltkriegs aus Deutschland deportiert und im Holocaust ermordet.
Das Altstädter Rathaus wurde unter dem NS-Bürgermeister Walter Junker 1942 zum Deutschen Goldschmiedehaus umgewidmet.
Im Luftkrieg des Zweiten Weltkriegs wurde Hanau vielfach Ziel von Luftangriffen (siehe: Liste der Luftangriffe auf Hanau im Zweiten Weltkrieg). Nach den beiden schwersten, dem Luftangriff auf Hanau am 6. Januar 1945, bei dem die Altstadt weitestgehend zerstört wurde, und dem Luftangriff auf Hanau am 19. März 1945, zehn Tage vor dem Einmarsch von US-Truppen, war die gesamte Innenstadt vernichtet. Wie kaum in einer anderen Stadt im späteren Hessen wurde die Stadt getroffen. In der Innenstadt standen nur noch sieben Häuser. Die Einwohnerzahl, 1938 waren es noch 40.000 Menschen (darunter 300 Juden), sank auf unter 10.000 Personen. Hanau verlor viele seiner bedeutendsten Kulturdenkmäler, die Innenstadt ihr mittelalterliches Gesicht.
Alle Brücken bei Hanau wurden gesprengt, um den gegnerischen Vormarsch zu behindern. Ab dem 28. März 1945 baute die 4. US-Panzerdivision einen Brückenkopf über den Main aus und setzte ihren Vormarsch Richtung Gießen fort.
Beim Wiederaufbau der Stadt wurden gegen große Widerstände aus der Bevölkerung und maßgeblicher Vereine, wie dem Hanauer Geschichtsverein, die Ruinen des Stadtschlosses, des Zeughauses und des Stadttheaters abgerissen, ebenso die meisten erhaltenen Reste der mittelalterlichen Stadtbefestigung. Die Umfassungsmauer der wallonischen Hälfte der Wallonisch-Niederländischen Doppelkirche steht bis heute als Ruine und Mahnmal. Das Hanauer Stadtbild hat sich dadurch radikal verändert.
Mit der Gründung des Landes Groß-Hessen am 19. September 1945 durch die Proklamation Nr. 2 der amerikanischen Militärregierung wurde das zuvor zum Freistaat Preußen gehörende Hanau Teil von Hessen.
Das Gebiet um Hanau gehörte zur Amerikanischen Besatzungszone und wurde einer der größten Stützpunkte der US Army in Europa. Zum Höhepunkt des Kalten Krieges waren rund 30.000 Militär- und Zivilpersonen am Standort Hanau in den militärischen Einrichtungen des Ortsteils Wolfgang und dem Hanau AAF (US Army Airfield) bei Erlensee tätig. Die letzten US-Truppen verließen 2008 die Stadt Hanau (siehe auch „Fulda Gap“ und ausländische Militärbasen in Deutschland).
Am 31. Dezember 1971 wurde Mittelbuchen und in der Hessischen Gebietsreform, die am 1. Juli 1974 in Kraft trat, wurden Großauheim (mit Wolfgang und Hohe Tanne) sowie Klein-Auheim und Steinheim zu Hanauer Stadtteilen. Großauheim und Wolfgang hatten noch 1972 durch ihre Vereinigung versucht, einer Eingemeindung nach Hanau zu entgehen.
Am frühen Morgen des 5. Oktober 1991 explodierte auf dem Gelände der Firma Heraeus Quarzglas ein Wasserstofftank, nachdem sich aufgrund der Temperaturwechsel beim Füllen und Entleeren des Tanks ein Haarriss gebildet hatte. Durch die Druckwelle der Explosion wurden auf dem Werksgelände zahlreiche Gebäude und im weiten Umkreis Fensterscheiben und Dächer zerstört. Wasserstofftanks gleicher Bauart wurden in Folge des Unfalls weltweit stillgelegt und die Konstruktionsrichtlinien überarbeitet.
Von 1994 bis 2003 war Margret Härtel (CDU) die erste Frau im Amt der Oberbürgermeisterin von Hanau. Sie wurde nach einem politischen Skandal durch ein Bürgervotum am 11. Mai 2003 abgewählt.
Seit 2003 ist Claus Kaminsky (SPD) Oberbürgermeister.
2002 richtete Hanau die zweite Hessische Landesgartenschau aus, die der Stadt mit dem Amphitheater zu einer regelmäßig genutzten Freilichtbühne verhalf.
Zum 1. Januar 2014 fusionierten die bis dahin selbständigen evangelischen Kirchengemeinden der Marienkirche, der Johanneskirche, der Christuskirche und der Kreuzkirche zur Evangelischen Stadtkirchengemeinde Hanau.

Am 19. Februar 2020 erschoss ein 43-jähriger Deutscher aus Hanau an verschiedenen Orten in der Stadt neun Menschen mit Migrationshintergründen, dann seine Mutter und sich selbst. Er handelte aus rassistischen Motiven, wie seinem „Manifest“ zu entnehmen war. 